# Fantastic Mr. Fox (Oper)
Fantastic Mr. Fox (deutsch: ‚Der fantastische Mr. Fox‘) ist eine Oper in drei Akten von Tobias Picker (Musik) mit einem Libretto von Donald Sturrock nach dem 1970 erschienenen Kinderbuch Fantastic Mr Fox von Roald Dahl. Die Uraufführung fand am 9. Dezember 1998 an der Los Angeles Opera statt.

## Handlung

### Erster Akt
Szene 1. Unten im Tal. Vor dem Hintergrund der verfallenen Bauernhöfe von Boggis, Bunce und Bean und dem Traktor Mavis stellt Mrs. Fox dem Publikum ihre Familie vor: Bis vor Kurzem lebte sie mit ihrem Mann Mr. Fox und ihren vier Welpen Lennie, Bennie, Jennie und Pennie in einem unterirdischen Bau auf einem Hügel in der Nähe. Alle Waldbewohner liebten Mr. Fox, doch die Bauern Boggis, Bunce und Bean hassten ihn. Letztere erscheinen einer nach dem anderen. Der fette Boggis und der ebenfalls dicke, aber kleinere Bunce streiten sich über ihre unterschiedlichen Essens-Vorlieben: Boggis bevorzugt Hühnerfleisch, Bunce hingegen Gänse. Der große dünne Bean liebt Cidre, aber eigentlich interessiert ihn dieses Thema nicht, da ihm Geld viel wichtiger ist. Er erinnert die anderen an den Fuchs, der immer wieder ihr Geflügel und sogar seinen Cidre stiehlt. Da er endlich unter einem Baum den Eingang zu dessen Bau gefunden hat, will er ihm in der folgenden Nacht zusammen mit Boggis und Bunce dort auflauern und ihn erschießen.
Szene 2. Der Fuchsbau. Bei Sonnenuntergang erwacht Mr. Fox. Er genießt die Geräusche der Natur und freut sich auf seinen nächtlichen Rundgang. Seine Frau bittet ihn, vorsichtig zu sein. Die Welpen erzählen ihm von ihrem Ausflug zur Farm, wo sie die bösartigen Bauern gesehen haben.
Szene 3. Eingang zum Fuchsbau. Die Bauern nähern sich mit ihren Gewehren.
Szene 4. Im Fuchsbau. Mr. Fox verabschiedet sich vor seinem Diebeszug von der Familie. Als er den Bau verlässt, sind Schüsse zu hören.
Szene 5. Zwischenakt. Die Bäume flüstern über ihr Wissen, das den Menschen fehlt.

### Zweiter Akt
Szene 1. Der Fuchsbau. Mr. Fox hat den Angriff überlebt, dabei aber seinen buschigen Schwanz eingebüßt. Er fühlt sich zutiefst gedemütigt. Seine Familie kann ihn mit ihrer Liebe leicht über den Verlust hinwegtrösten.
Szene 2. Die Bauernhöfe von Boggis, Bunce und Bean. Bean zeigt den anderen Bauern seinen Bagger Agnes, die sich selbst als außerordentlich bösartig und zerstörerisch beschreibt. Sie soll in der folgenden Nacht den Fuchsbau ausgraben, um die gesamte Familie zu vernichten.
Szene 3. Der Fuchsbau. Miss Hedgehog (Frau Igel) besucht Mrs. Fox mit einer Tüte Würmer. Sie beneidet die Füchsin um ihren guten Ehemann, da sie sich selbst sehr einsam fühlt. Mr. Fox tritt ein. Er hat Badger the Miner (Dachs der Bergarbeiter) und Burrowing Mole (Grabender Maulwurf) mitgebracht. Die beiden wollen ihm bei der Ausführung seines Racheplans helfen, den Keller von Farmer Bean auszuplündern. In der Ferne sind Motorgeräusche zu hören, die allmählich lauter werden. Die Füchse sind beunruhigt.
Szene 4. Außerhalb des Fuchsbaus. Boggis fährt seinen Traktor Mavis mit einem Anhänger, in dem Bunce sitzt, bis zum Eingang des Baus. Der alte Mavis hat Schwierigkeiten wegen des unebenen Bodens. Bean trifft mit der zerstörungswütigen Agnes ein. Die beiden Maschinen beginnen zu graben.

### Dritter Akt
Szene 1. Der verwüstete Fuchsbau. Anstelle des Baus befindet sich nun ein gewaltiges Loch im Boden. Der große Baum liegt gefällt daneben. Die drei Bauern graben bereits seit Stunden, ohne ein Zeichen der Füchse zu finden. Agnes bezweifelt, dass sie an der richtigen Stelle suchen. Außerdem geht ihr das Benzin aus, und sie braucht eine Pause. Als aber auch Bunce aufgeben will, wird sie wütend und bedroht ihn. Bean besteht darauf, weiterzuarbeiten, bis sie den Fuchs erlegt haben.
Szene 2. Eine düstere Ecke des Walds. Weit entfernt wispern die Bäume miteinander. Nach einer Weile klettern die Füchse, der Dachs und der Maulwurf aus dem Boden. Die Familie ist zwar den Maschinen der Bauern entkommen, hat aber die Wohnung verloren. Mr. Fox schlägt vor, die Abwesenheit der Bauern zu nutzen, um in deren Häuser einzudringen.
Szene 3. Eine Wiese in der Nähe des verwüsteten Fuchsbaus. Boggis und Bunce haben sich davongeschlichen, um zuhause eine Mahlzeit einzunehmen. Sie hoffen, dass Bean nichts bemerkt.
Szene 4. Die Bauernhöfe von Boggis, Bunce und Bean. Rita die Ratte hat den Hof ganz für sich allein. Sie hat bereits Beans Weinkeller geplündert und sich mit dessen Cidre betrunken. Jetzt philosophiert sie über das schwere Leben der Ratten und ihre Beziehung zu den Menschen. Zudem hat sie im Keller etwas Furchterregendes bemerkt. Plötzlich erscheinen Mr. Fox, der Dachs und der Maulwurf und bitten sie um einige Hühner, Gänse und Cidre. Rita sucht nach einer Ausrede, gibt dann aber zu, dass sie sich wegen des schrecklichen Ungeheuers nicht mehr in den Keller wagt. Wenn Mr. Fox es vertreiben würde, dürfe er tun, was immer er wolle. Mr. Fox steigt furchtlos in den Keller hinab und kommt nach einer Weile mit einem riesigen betrunkenen Stachelschwein zurück, das ihm für seine Rettung aus dem düsteren Loch dankt. Jetzt tauchen auch die Fuchswelpen auf und verteilen sich auf dem Gelände. Dachs, Maulwurf und Stachelschwein gehen in den Keller. Rita folgt ihnen nervös
Szene 5. Die Bauernhöfe. Die Füchse jagen auf dem Hof nach Hühnern und Gänsen, als die anderen mit einer Schubkarre voller Cidre-Flaschen zurückkehren. In diesem Moment treffen Boggis und Bunce ein. Sie erkennen entsetzt, was geschehen ist, und eilen zurück zum Bau, um die Füchse dafür büßen zu lassen.
Szene 6. Der neue Fuchsbau. Alle Tiere feiern an einem großen Esstisch ihre neue Wohnung und erzählen von ihrem Leben. Rita trägt ein Lied vor. Etwas verspätet trifft das Stachelschwein ein. Miss Hedgehog erkennt in ihm sofort einen Seelenverwandten, und die beiden werden ein Paar.
Szene 7. Der verwüstete Fuchsbau. Boggis und Bunce stehen elend im Regen und schauen auf das große Loch, in dem sich Bean, Agnes und Mavis befinden. Obwohl alle hungrig und durchnässt sind, wollen sie nicht aufgeben und notfalls für immer hier bleiben. Die Handlung friert ein. Mrs. Fox wendet sich an das Publikum und preist ihren Mann, den fantastischen Mr. Fox. Alle bestätigen, dass er zweifellos der Herrscher und Meister des Waldes ist.

## Werkgeschichte
Fantastic Mr. Fox ist Tobias Pickers zweite Oper. Sie basiert auf dem 1970 erschienenen Kinderbuch Fantastic Mr Fox von Roald Dahl und entstand 1998 im Auftrag von Dahls Witwe Felicity Dahl für die Los Angeles Opera. Das Libretto hatte Donald Sturrock, ein Bekannter der Familie Dahl, zu diesem Zeitpunkt bereits aus eigenem Antrieb verfasst. Er und Felicity Dahl suchten längere Zeit nach einem geeigneten Komponisten. Die Entscheidung fiel nach dem gemeinsamen Besuch einer Aufführung von Pickers erfolgreicher Oper Emmeline beim Santa Fe Opera Festival im Sommer 1996. Sturrock zufolge hatten beide in Pickers Musik einen „natürlichen Lyrizismus“ erkannt, der sie zuversichtlich machte, dass er trotz des völlig anderen Sujets der richtige Komponist für dieses Werk sei.
Die Uraufführung am 9. Dezember 1998 im Dorothy Chandler Pavilion in Los Angeles dirigierte Peter Ash. Die Inszenierung stammte von Donald Sturrock, Kostüme und Bühnenbild von Gerald Scarfe. Es sangen Gerald Finley (Mr. Fox), Suzanna Guzmán (Mrs. Fox), Louis Lebherz (Farmer Boggis), Doug Jones (Farmer Bunce), Jamie Offenbach (Farmer Bean), Lesley Leighton (Mavis the Tractor), Jill Grove (Agnes the Digger), Sari Gruber (Miss Hedgehog), Malcolm MacKenzie (Badger the Miner), Jorge Garza (Burrowing Mole), Josepha Gayer (Rita the Rat) und Charles Castronovo (Porcupine). Es gab acht reguläre Vorstellungen, die zu 93 Prozent ausverkauft waren, und eine neunte Vorstellung ausschließlich für Kinder.
Neben der ursprünglichen Fassung für großes Orchester gibt es zwei reduzierte Varianten. Ein Arrangement von Samuel Bill für fünfzehn Spieler entstand 2010 für die Roald Dahl Foundation. Es wurde erstmals unter der Regie von Tim Yealland am 18. Februar 2011 im Ashcroft Theatre in London aufgeführt. Timothy Carey dirigierte die English Touring Opera.
Eine leicht gekürzte Kammerfassung für nur sieben Instrumentalisten erstellte Francesco Cilluffo im Auftrag von James Clutton für die Opera Holland Park. Sie hatte dort am 26. Juli 2010 Premiere. Der Dirigent war Tim Murray. Regie führte Stephen Barlow. Das Bühnendesign stammte von Sean Turner. Die Freiluft-Aufführungen in den Jahren 2010 und 2011 waren ausverkauft.
2011 gab es eine Produktion der Microscopic Opera Company of Pittsburgh.
Während seiner Zeit als künstlerischer Direktor der Opera San Antonio gab Picker dort eine Neuproduktion anlässlich der Eröffnung des dortigen Tobin Center for the Performing Arts 2014 in Auftrag. Für das Design war Emily Carew Woodard zuständig. Ein Video-Mitschnitt wurde auf YouTube bereitgestellt. Diese Produktion wurde anschließend auch von der Odyssey Opera in der Jordan Hall in Boston gezeigt, wo Gil Rose das Boston Modern Orchestra Project dirigierte.
2018 wurde die Oper im TCC Van Trease PAC in Tulsa gespielt.
Eine singbare deutsche Fassung der Oper stammt von Franz Wenzel. Sie wurde bisher (Stand 2021) noch nicht aufgeführt.

## Gestaltung
Picker konzipierte seine Oper ausdrücklich nicht als Kinderoper, sondern als Familienoper. Er wies darauf hin, dass sie für Kinder und Erwachsene auf unterschiedlichen Ebenen funktioniere. Kinder können sich einfach an der humorvolle Geschichte erfreuen, während Erwachsene auch den satirischen Subtext verstehen. Die Tiere zeigen menschliche Tugenden wie Liebe oder Fürsorglichkeit, während die Menschen entweder berechnend oder strohdumm sind.
Das Libretto ist weniger düster als die Buchvorlage. Die Charaktere des Traktors Mavis und des Baggers Agnes sowie die Liebe zwischen Igel und Stachelschwein wurden neu eingeführt.
Die Musik wurde als farbig und „neo-tonal“ bezeichnet. Sie erinnert an Igor Strawinskys mittlere neoklassizistische Periode oder an Prokofjews Peter und der Wolf, an dessen Katzen-Motiv beispielsweise ein wiederkehrendes Klarinetten-Thema gemahnt. Die Schlagzeug-Partie könnte von Spike Jones stammen. Außerdem gibt es Anspielungen an osteuropäische Musik und den Tango. Rita die Ratte ist durch eine Klezmer-Klarinette charakterisiert. Als besonders innige Momente wurden die Arie der Mrs Fox (I:2) oder das Liebesduett von Miss Hedgehog und Porcupine (III:6) beschrieben. Kindern gefiel besonders der Song „Boggis, Bunce, and Bean! One fat, one short, one lean“ (I:1 und I:2).

### Orchester
Die Orchesterbesetzung der Oper umfasst die folgenden Instrumente:
- Holzbläser: zwei Flöten (1. auch Altflöte, 2. auch Piccolo), zwei Oboen (2. auch Englischhorn), zwei Klarinetten (2. auch Bassklarinette), zwei Fagotte (2. auch Kontrafagott)
- Blechbläser: vier Hörner, zwei Trompeten, zwei Posaunen, Tuba
- Pauken, Schlagzeug (zwei Spieler): Glockenspiel, Xylophon, Vibraphon, Marimba, Crash-Becken, Becken (Paar), Hi-Hat, zwei Gongs, kleine Trommel, tiefe Trommel, sechs Tomtoms, große Trommel, zwei Tempelblöcke
- Harfe, Klavier
- Streicher: zehn Violinen 1, neun Violinen 2, sechs Bratschen, acht Violoncelli, vier Kontrabässe

Die 2010 von Samuel Bill erstellte Fassung für fünfzehn Instrumentalisten benötigt eine Flöte (auch Piccolo und Altflöte), eine Oboe, eine Klarinette (auch Bassklarinette), ein Fagott (auch Kontrafagott), zwei Hörner, eine Trompete, eine Tube, einen Schlagzeuger, Klavier, Harfe und jeweils eine Violine, Bratsche, Violoncello und Kontrabass.
Die ebenfalls 2010 entstandene Kammerfassung von Francesco Cilluffo für sieben Spieler braucht eine Klarinette (auch Bassklarinette), ein Fagott, einen Schlagzeuger (große Trommel, Tempelblock, Becken, kleine Trommel, Gong, Tomtom, Xylophon und Ratsche), Klavier, Violine, Bratsche und Violoncello.

## Aufnahmen
- 27. September 2014 – Andres Cladera (Dirigent), Erica Olden (Regie), Emily Carew Woodard, Karen L. Miller und Tommy Bourgeois (Ausstattung), Chad R. Jung (Lichtdesign), Jayson Pescasio (Choreografie), Mitglieder von Kinderchor und Orchester der San Antonio Opera.
 John Brancy (Mr. Fox), Renée Rapier (Mrs. Fox), Andrew Craig Brown (Farmer Boggis), Edwin Vega (Farmer Bunce), Gabriel Preisser (Farmer Bean), Gail Novak Mosites (Mavis the Tractor), Andrey Nemzer (Agnes the Digger), Elizabeth Futral (Miss Hedgehog), John Dooley (Badger the Miner), Jonathan Blalock (Burrowing Mole), Tynan Davis (Rita the Rat), Theo Lebow (Porcupine), Hollis Wilkins (Bennie Foxcub), Tony Rodriguez (Lennie Foxcub), Morgan Teel (Jennie Foxcub), Jenna Takach (Pennie Foxcub).
 Video; live aus der Opera San Antonio, Tobin Center for the Performing Arts, Carlos Alvarez Studio Theater.
 Videostream auf YouTube.[6]
- 8. Dezember 2014 – Gil Rose (Dirigent), Boston Modern Orchestra Project.
 John Brancy (Mr. Fox), Krista River (Mrs. Fox), Andrew Craig Brown (Farmer Boggis), Edwin Vega (Farmer Bunce), Gabriel Preisser (Farmer Bean), Gail Novak Mosites (Mavis the Tractor), Andrey Nemzer (Agnes the Digger), Elizabeth Futral (Miss Hedgehog), John Dooley (Badger the Miner), Jonathan Blalock (Burrowing Mole), Tynan Davis (Rita the Rat), Theo Lebow (Porcupine), Abigail Long (Bennie Foxcub), Abi Tenenbaum (Lennie Foxcub), Zoe Tekeian (Jennie Foxcub), Madeleine Kline (Pennie Foxcub).
 Studioaufnahme.
 Grammy Award 2020 als „Beste Opernaufnahme“.[11]
 BMOP/sound 1065.[1]